# Fernan Fernandez Cogominho
Fernan Fernandez Cogominho fue un trovador portugués del siglo XIII, autor de lírica gallego-portuguesa.

## Biografía
Hay constancia de dos personas con este nombre, padre e hijo, la mayoría de los investigadores sostienen -al igual que Carolina Michaëlis- que se trataría de Fernan Fernandez Cogominho padre, gran magnate y privado de Alfonso III, activo en la corte entre 1253 y 1277. Tuvo contacto con los también trovadores: Gonçalo Garcia, Johan Perez d' Aboin, Afonso Lopez de Baian, Men Rodriguez de Briteiros y Johan Soarez Coelho. Pertenece al linaje de los Guedões, siendo hijo de Fernan Guedaz Gueden y Maria Fogaça, habría nacido sobre el año 1200 y criado en la zona de Trás-os-Montes, se le sitúa en Toledo en 1248, posteriormente regresa a Portugal para ser un hombre de confianza de Alfonso III. Fue señor de Chaves y señor de Coimbra.

## Obra
Se conservan once cantigas: seis cantigas de amor, cuatro cantigas de amigo y otra de género incierto.